# Pierre-Georges Jeanniot

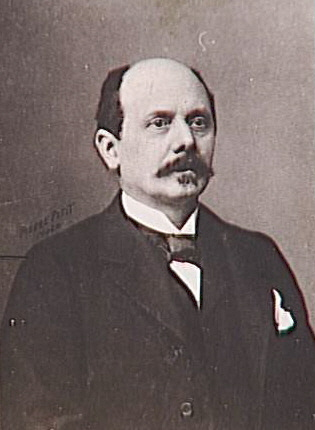
Pierre Georges Jeanniot (1848-1934)

Pierre Georges Jeanniot  (1848 - 1934) byl francouzský malíř, akvarelista a rytec. Narodil se v Ženevě ve Švýcarsku a zemřel ve Francii.

## Život

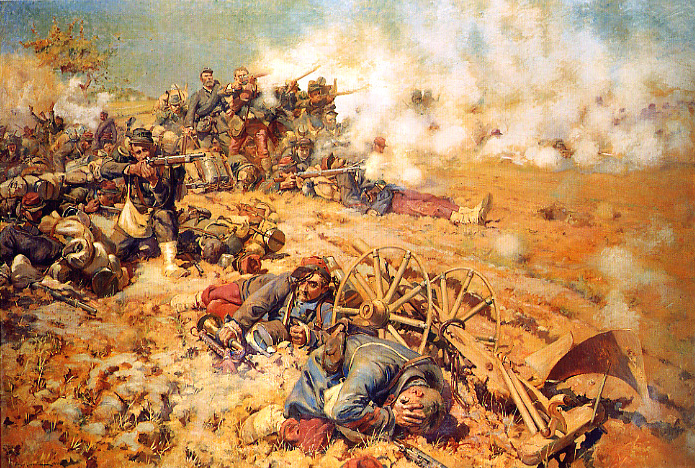
La Ligne de Feu

Umělecké vzdělání se Pierre Georges Jeanniot dostávalo od svého otce Pierre-Alexandre Jeanniot (1826-1892), který zastával funkci ředitele École des Beaux-Arts ("škola výtvarných umění") v Dijonu ve východní Francii. Poprvé se jeho jméno na veřejnosti proslavilo v roce 1872 na umělecké výstavě Salon de Paris. Roku 1882 se usazuje v Paříži, kde se seznamuje s Edgarem Degasem.
Jeanniot byl nadaný mnoha směry, jeho kresby vynikali, ve kterých ukazoval svojí vášeň a uměleckou sílu. Za svůj život ilustroval mnoho literárních děl francouzských autorů: Bídníci (Victor Hugo, 1887), (Émile Zola, 1893-1894), Kalvárie (Octave Mirbeau, 1901), Lakomec (Molière, 1907), (Honoré de Balzac, 1911), a Candide (Voltaire) a mnoho dalších. Jako rytec, ale též jako malíř maloval ironické výjevy z každodenního života, zobrazující snobí život Paříže.
Jeho díla lze zhlédnout v mnoha muzeích, i když většina děl se nachází ve Francii (Alais, Nancy, Paříž, Musée Carnavalet, Pau, Toulouse), ale i v některých jiných zemích (Oslo, New York, Buenos Aires).

## Dílo
- Partie de Polo, 1920, olej na plátně (v roce 1997 prodal za 40.000 F. fr.)
- Le Vaguemestre, litografie, 1915
- Paysage de la campagne et du village de Villecomte, (olej na plátně), 1909
- Femme au rive de la rivière, 1908 (olej na plátně) (prodán v roce 1993 za 6,325 $)
- Après le bain, rytina 1908
- La lecture, 1906 (olej na paíře) (prodán v roce 1990 za 6,800 F.fr.)
- Le Dîner à l'Hotel Ritz, akvarel, ?
- L'introduction, akvarel, 1902
- Femme assise dans un parloir, (olej na plátně), 1905 (prodán v roce 1995)
- Au tailleur, 1901 (olej na plátně) (prodán v roce 1987 za 8,000 $)
- Le Buveur d'Absinthe, 1900
- La Place de la Concorde vue du Jardin des Tuileries, (olej na plátně), 1900
- V hotelové zahraděSpectateurs au Polo, (rytina), 1900

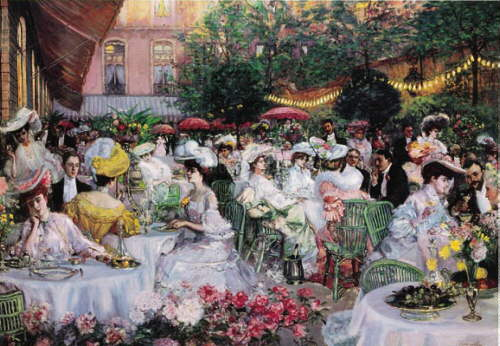
V hotelové zahradě

- Scène de café 1892 (prodán v roce 1985 za 2,800 £)
- Nuit sur la Seine, (olej na plátně), 1892
- Barques en Automne, (pastel na papíře), 1891
- Portrait d'Edgar Degas, 1891 (rytina) (prodán v roce 1994 za 3,500 F. fr.)
- Place de la Concorde enneigée, 1888 (prodán v roce 1983 za 500 £)
- Partie de Polo, olej na plátně, 1887 (prodán v roce 1977 za 5,000 F.fr. a v roce 1995 za 100,000 F. fr.))
- Germaine Larceteux, (knižní ilustrace), 1886
- Les Flanqueurs, (akvarel), 1882, Muzeum v Lucemburku
- La Ligne de Feu, (olej na plátně), 1870
- La charge des cuirassiers à Waterloo (kresba) (prodáno v roce 1895 za 60 francouzských franků)
- Vieux paysan limousin (prodáno v roce 1920 za 400 F. fr.)
- Chez la modiste (prodáno v roce 1925 za 190 F. fr.)
- L'arrivée du mailcoach au château, (akvarel) (prodáno v roce 1929 za 900 F. fr.)
- L'Arlequin, charcoal and wash drawing (prodán v roce 1941 za 1,300 F. fr.)
- La partie de billard (prodáno v roce 1943 za 4,700 F. fr.)
- Portrait d'homme (prodáno v roce 1945 za 1,700 F. fr.)
- Jeune femme, drawing (prodáno v roce 1946 za 2,500 F; fr.)
- Femme dans un intérieur, Akvarel (prodán v roce 1948 za 9,000 F. fr.)
- Galopeurs sur le champs des courses, olej na plátně, (prodán v roce 1995 za 35,000 F. fr.))
- Elégantes au jardin
- En fiacre
- Elegante conversation
- Trois élégantes dans une chairière
- Paris (olej na plátně)